# Paepalanthus chloroblepharus
Paepalanthus chloroblepharus är en gräsväxtart som beskrevs av Wilhelm Willy Otto Eugen Ruhland. Paepalanthus chloroblepharus ingår i släktet Paepalanthus och familjen Eriocaulaceae. Inga underarter finns listade i Catalogue of Life.